# Експрес пошта

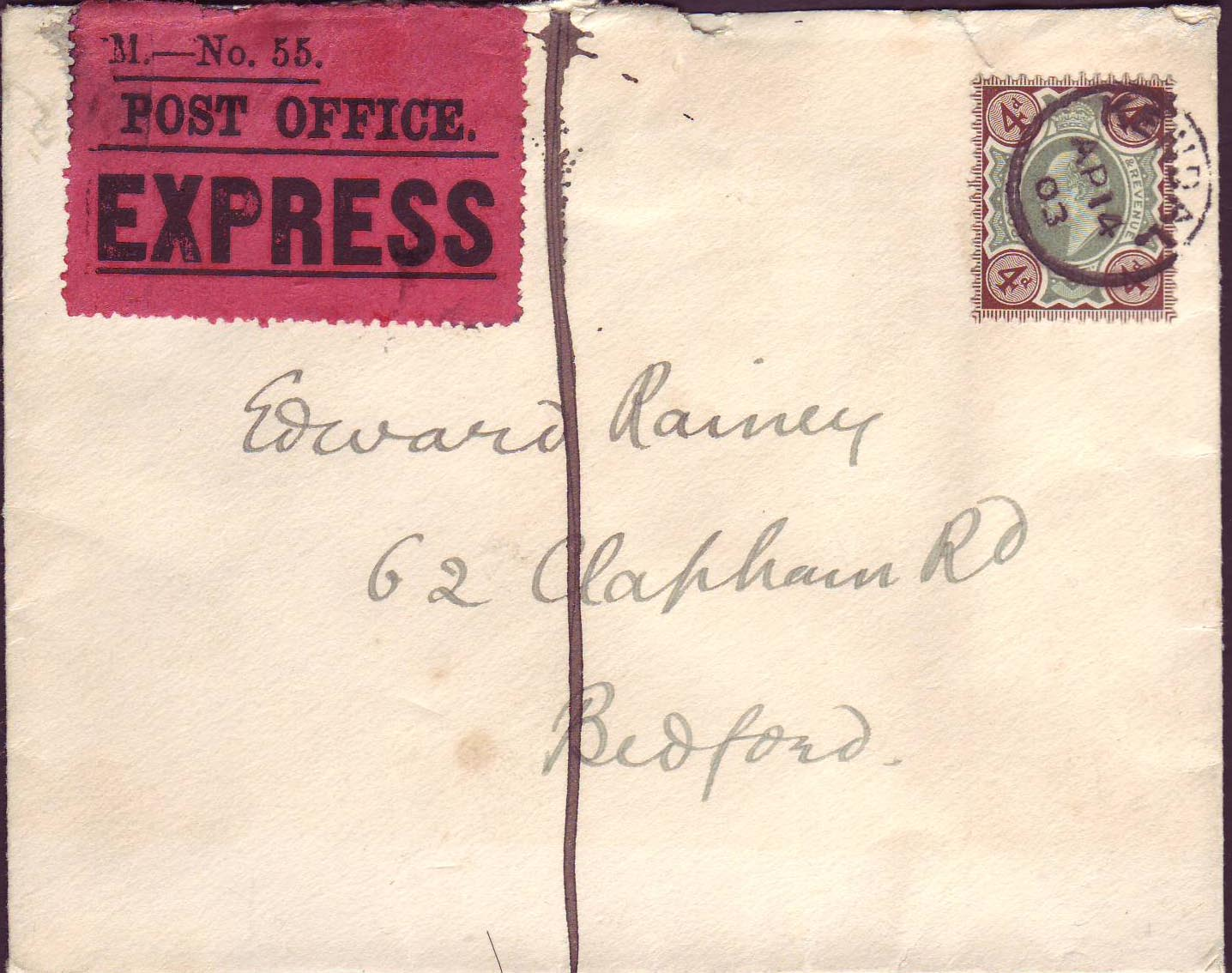
1903 Пакет для експрес-пошти 4d від Kendall-Bedford з прикріпленою червоною офіційною етикеткою Royal Mail Express. Вертикальна лінія також вказує на те, що запрошена експрес-послуга.

Експрес пошта — послуга прискореної поштової доставки, за яку клієнт платить додаткові кошти за швидку доставку. Експрес-пошта – це служба внутрішньої та міжнародної пошти, яка в більшості країн керується власною поштовою адміністрацією країни . З 1999 року послуги міжнародної експрес-доставки регулює EMS Cooperative.

## Служба експрес-пошти та EMS Cooperative

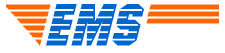
Логотип служби експрес-пошти (EMS).

Служба експрес-пошти (EMS) — це міжнародна послуга  поштового зв’язку, яку пропонують члени поштових адміністрацій — члени Всесвітнього поштового союзу (ВПС). Ці адміністрації створили EMS Cooperative у 1998 році в рамках ВПС, щоб сприяти гармонізації та розвитку поштових послуг у всьому світі. Станом на  January 2015  , EMS пропонували понад 190 країн і територій по всьому світу. 
Незалежний аудитор оцінює ефективність експрес-доставки всіх міжнародних операторів EMS, а нагороди EMS Performance Awards ґрунтуються на результатах роботи поштових операторів, включаючи показники послуг та відстеження: золотий, срібний або бронзовий сертифікат надається членам EMS Cooperative залежно від їхньої річної роботи. Ці переможці нагород EMS занесені в Зал слави EMS Cooperative.
Члени EMS Cooperative

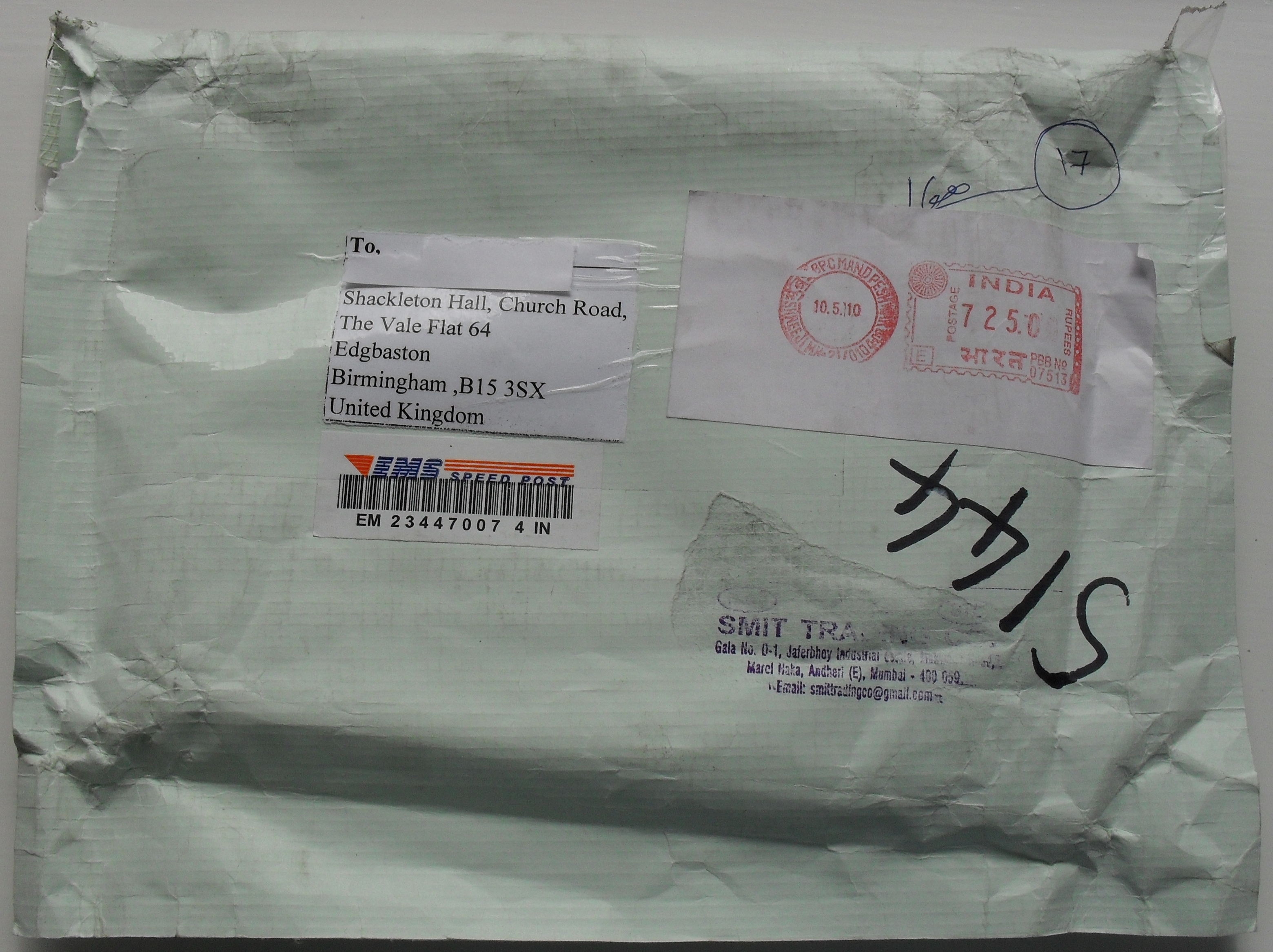
EMS SpeedPost з Індії

З моменту створення до EMS Cooperative приєдналися 182 поштові адміністрації, що представляють понад 85% операторів EMS у всьому світі. 

## Інші провайдери
Багато транспортно-логістичних фірм пропонують подібні прискорені послуги. DHL Express ("DHL"), Federal Express (" FedEx ") і United Parcel Service ("UPS") є найпопулярнішими альтернативами. Однак у багатьох країнах такі альтернативні відправлення перевізників мають різний статус для кількох правових цілей. Наприклад, у Росії відправлення з-за кордону фізичним особам для приватних потреб звільняються від оподаткування митними зборами, якщо їх вартість становить менше 1000 євро і пересилається поштою або EMS, тоді як при відправленні іншим способом звільнення поширюється на вартість нижче 250 євро.  У деяких країнах юридичні повідомлення, надіслані поштою та EMS, вважаються зробленими в день відправлення, тоді як для інших кур'єрів лише в день доставки. 

## Дивись також
- Експрес-пошта в США
- Лист шибениця
- Пошта
- Поні Експрес
- Поштова адміністрація
- S10 (стандарт ВПС)
- Surface Air Lifted (SAL)